# Chronici Zelandiae
De Chronici Zelandiae is een boek van de Nederlandse schrijver Jacob van den Eynde, beter bekend als Jacobus Eyndius. Het boek werd voor het eerst gepubliceerd in 1634, twintig jaar na de dood van de auteur.

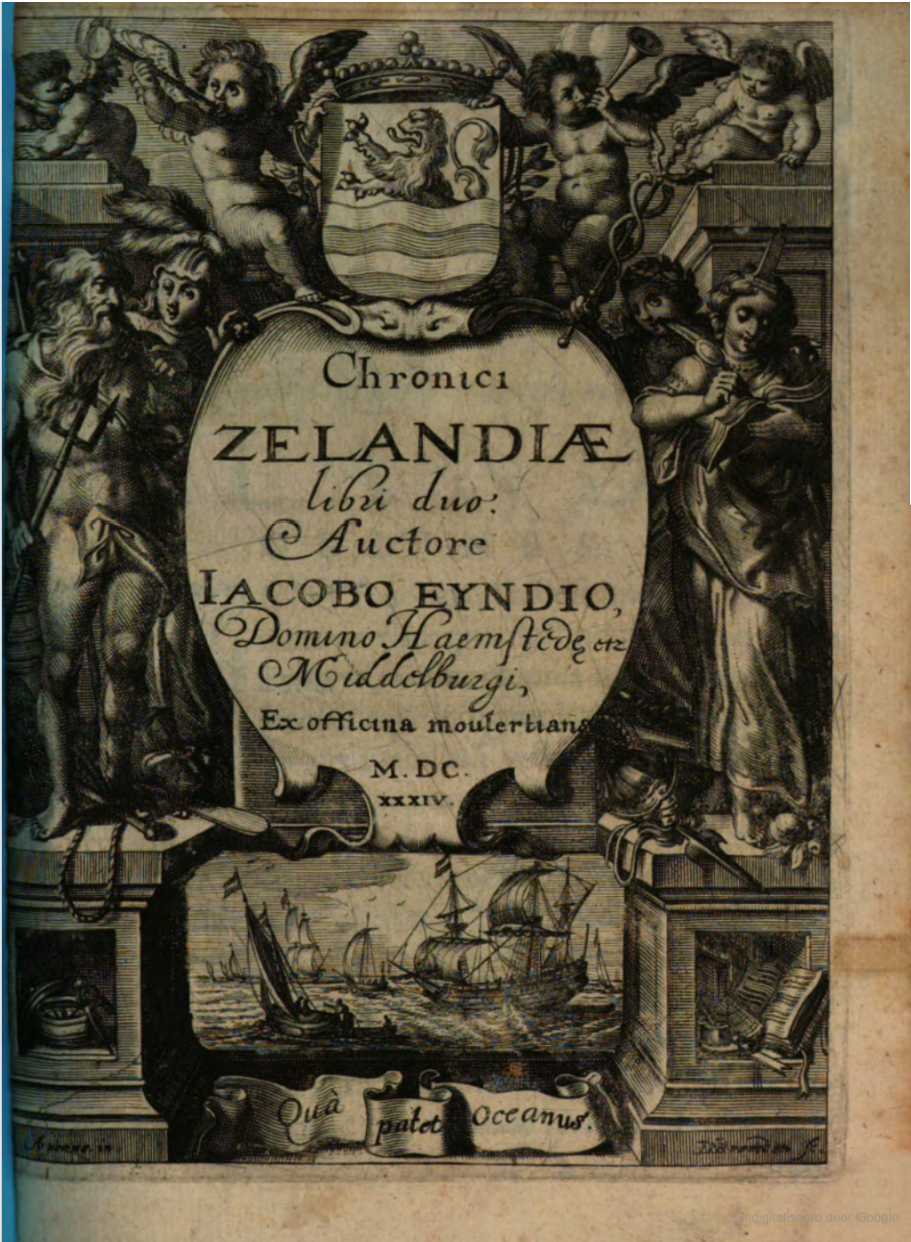
Omslag van de Chronici Zelandiae(1634)

Van den Eynde schreef dit boek tijdens zijn verblijf in Haamstede, op het eiland Schouwen, in Zeeland, waar hij zich gedurende het Twaalfjarig Bestand op het landgoed van zijn familie vestigde, nadat hij als kapitein onder Maurits van Oranje had gediend. Van den Eynde was bekwaam in Latijnse poëzie, en dit boek is in het Latijn geschreven.
Het lukte Van den Eynde niet om dit werk af te maken voor zijn vroegtijdige dood in 1614, en de Chronici raakten in de vergetelheid. Het werd later gered door de Staten van Zeeland. De provinciebestuurders gaven het uit onder de naam Chronici Zelandiae Libri duo auctore Jacobo Eyndio, Domino Haemstede.
De editie van 1634 bevat een voorwoord van 22 pagina's, met een toewijding aan de Staten van Zeeland en een dankbetuiging aan tekstbezorger Johan de Brune en drukker Simon Moulert. De tekst wordt aangevuld met een paar gedichten ter ere van de auteur, en een heel kort voorwoord. Het eerste boek van de Chronici over "de oudheden van Zeeland" eindigt abrupt op pagina 131. Eyndius probeert in het boek enkele gangbare opvattingen over de geschiedenis van het Nederlandse gravenhuis te ontkrachten. Het bevat daarnaast nieuwe mythen, die Zeeland in een positief daglicht moesten stellen. De auteur beweerde bijvoorbeeld dat de Zuilen van Hercules in Zeeland te vinden waren. Het eerste deel werd in het Nederlands vertaald door Mattheus Smallegange, en integraal opgenomen in diens Nieuwe Cronyk van Zeeland 1700 (pp. 1-60).
Latere historici hebben verschillend over het boek geoordeeld. Samuel de Wind noemt het in 1835 een "schat van geleerdheid" en "na alles wat tot heden over Zeeland geschreven is, ten hoogste lezenswaardig". De Leuvense classicus Jean-Noël Paquot noemt het eerste deel in 1767 rommelig en ondoorzichtig, en stelt dat Eyndius de lezer "een wirwar van citaten, hors d'oeuvres, vermoedens en raadsels" voorlegt. Het tweede boek was zijns inziens zakelijker, maar de stijl was nog altijd "grof en overdreven", mede omdat hij in zijn gedichten Tacitus leek te imiteren.
Eyndius' kritische werk kan worden vergeleken met dat van grote namen in de Nederlandse geschiedschrijving als Petrus Scriverius (1576-1660) en Simon van Leeuwen (1626-1682).